# Sugitania maculifera
Sugitania maculifera är en fjärilsart som beskrevs av Matsumura 1926. Sugitania maculifera ingår i släktet Sugitania och familjen nattflyn. Inga underarter finns listade i Catalogue of Life.